# A Fool for You
A Fool for You – piosenka amerykańskiego muzyka Raya Charlesa, pochodząca z jego debiutanckiego albumu, Ray Charles (Hallelujah, I Love Her So). W 1955 roku została wydana jako singel.
Utwór był prekursorem podobnych ballad Charlesa, w tym m.in. „Drown in My Own Tears”.
„A Fool for You” uplasowała się na szczycie notowania Billboard R&B/Hip-Hop Songs

## Covery
- Otis Redding na The Immortal Otis Redding
- Van Morrison na A Night in San Francisco